# Moroni (cognome)
Moroni è un cognome di lingua italiana.

## Varianti
Il cognome non presenta varianti.

## Origine e diffusione
Il cognome è frequente nel centro-nord Italia.
Potrebbe derivare da un toponimo o da una caratteristica fisica.
In Italia conta circa 5414 presenze.

## Persone
- Fabrizio Moroni – attore italiano
- Federica Moroni – calciatrice italiana
- Federico Moroni – calciatore sammarinese